# عبد الملك الجابر
عبد الملك الجابر مواليد 7 يناير 2004، هو لاعب كرة قدم سعودي يلعب حالياً النصر السعودي كلاعب وسط.

## مسيرة اللاعب
بدأ في نادي أحد و شارك في برنامج الابتعاث السعودي لكرة القدم و وقع عقد مع دينامو زغرب ب الكرواتي في صيف 2022 و انتقل بعدها إلى جيلييزنيتشار ساراييفو في عقد لمدة موسمين.

## روابط خارجية
- عبد الملك الجابر على موقع عالم كرة القدم.نت (الإنجليزية)